# مصطفی مفیدی
سیدمصطفی مفیدی مترجم ایرانی ساکن ایران است.

## زندگینامه
سیدمصطفی و سیدمجتبی و سیدمحمد مفیدی فرزندان دکتر سیدابراهیم مفیدی بودند. دکتر عباس شیبانی داماد دکتر سیدابراهیم مفیدی بود. خانم انسیه مفیدی (تولد 1322 فوت 1387) همسر دکتر عباس شیبانی و دختر دکتر سیدابراهیم مفیدی بود.
دکتر سیدابراهیم مفیدی جراح و متخصص و  علم قرآن و قر ائت بود که در منزلش جلسه‌های تفسیر قرآن برپا می‌کرد و با استقبال زیادی روبه‌رو می‌شد. دکتر سیدابراهیم مغیدی در اواخر اردیبهشت 1348 فوت کرد.
سیدمحمد مفیدی فرزند دکتر سیدابراهیم مفیدی در ۱۳۲۷ هجری شمسی در تهران دیده به جهان گشود. برادرش مجتبی و مصطفی از فعالان نهضت آزادی بودند. محمد مفیدی از طریق محمدباقر عباسی و احمد رضایی به سازمان مجاهدین خلق پیوست و در دوران شاه در چندین عملیات مسلحانه شرکت کرد. در شهریور ۱۳۵۱ توسط نیروهای امنیتی حکومت پهلوی دستگیر شد. پس از تحمل چند ماه شکنجه در ۲۲ دی ماه همان سال به همراه محمدباقر عباسی به اتهام قتل سرتیپ طاهری رئیس کل زندان‌های شهربانی، تیرباران شدند.
سیدمصطفی مفیدی، مترجم ایرانی، در سال ۱۳۲۰ در تهران به دنیا آمده‌ است. او از دانشکده پزشکی دانشگاه تهران فارغ‌التحصیل شده‌ است. مفیدی کار ترجمه را با برگرداندن متون علمی از سال ۱۳۴۲ آغاز کرده‌ است. وی در دو دهۀ به ادبیات دستانی رو آورد.
حدود سال 1343 دانشجوی سال سوم پزشکی بود.
حدود سال 1342 تا 1344 جزو محکوم شدگان نهضت آزادی بود که به زندان محکوم شد.
نخستین ترجمهٔ او در حوزۀ رمان، شوان‌ها، اثر اونوره دو بالزاک است که در سال ۱۳۷۲ در تهران به چاپ رسیده‌ است. مفیدی از جمله مترجمانی است که به ترجمۀ ادبیات آمریکای لاتین پرداخته‌ است. او اولین مترجم آثار ارنستو ساباتو، روشنفکر و مبارز آرژانتینی و برندۀ جایزۀ میگل دو سروانتس و سرپرست کمیتۀ حقیقت‌یاب دربارۀ ناپدید شدگان در رژیم نظامی دهۀ 1970 آرژانتین به زبان فارسی است. 
مصطفی مفیدی یکی از 250 امضاکنندۀ بیانیهٔ گروهی از مترجمان ایران (گاما) در همراهی با جنبش «زن، زندگی، آزادی» در تاریخ 30 آبان 1401 است. قسمتی از متن ابتدای بیانیه: «ما مترجمان همیشه متن‌ها را پس از اتمامشان ترجمه کرده‌ایم. متنی که اکنون در ایران نوشته می‌شود هزاران نویسنده دارد و همزمان با نوشته‌شدنش به یک زبان ترجمه می‌شود. در این ترجمه اما تنها باید دستور زبان این جنبش را دانست. هر شهروند اکنون مترجم صدای خودش و دیگران است. ما مترجمان همانند دیگر شهروندان ایران و جهان نام رمزگونهٔ ژینا (مهسا) امینی، ...». تعدادی از اولین نامهای امضاکنندگان بیانیه: داریوش آشوری، عبدالله کوثری، سروش حبیبی، سرور کسمائی، محمد قائد، بابک احمدی، خشایار دیهیمی، عباس میلانی، محمدرضا جعفری، لی‌لا سازگار، نازی عظیما، ... 

## آثار
- تونل، ارنستو ساباتو، مصطفی مفیدی (مترجم)، ناشر: نیلوفر
- رودهای ژرف، همراه با پی‌گفتاری از ماریو بارگاس یوسا، خوزه ماریا آرگداس، مصطفی مفیدی (مترجم)، ناشر: نیلوفر[پیوند مرده]
- خویشاوندان دور، نوشته کارلوس فوئنتس، ترجمه مصطفی مفیدی [پیوند مرده]
- امتحان نهایی، خولیو کورتاسار، مصطفی مفیدی (مترجم)، ناشر: نیلوفر
- قهرمانان و گورها، ارنستو ساباتو، مصطفی مفیدی (مترجم)، ناشر: نیلوفر
- چهره‌ای به رنگ سپیا، نوشته ایزابل آلنده، ترجمه مصطفی مفیدی
- جهان جانواران: آیا جانوران متفاوتند؟، نویسنده ز. وسلوسکی، مترجم مصطفی مفیدی، انتشارات امیرکبیر، 1357
- فرهنگ فشرده‌ی پزشکی آکسفورد، مترجم دکتر مصطفی مفیدی، مسئول ویرایش احمد منصوری، انتشارات فرهنگان، 1375